# La Libre Belgique clandestine (1940-1944)

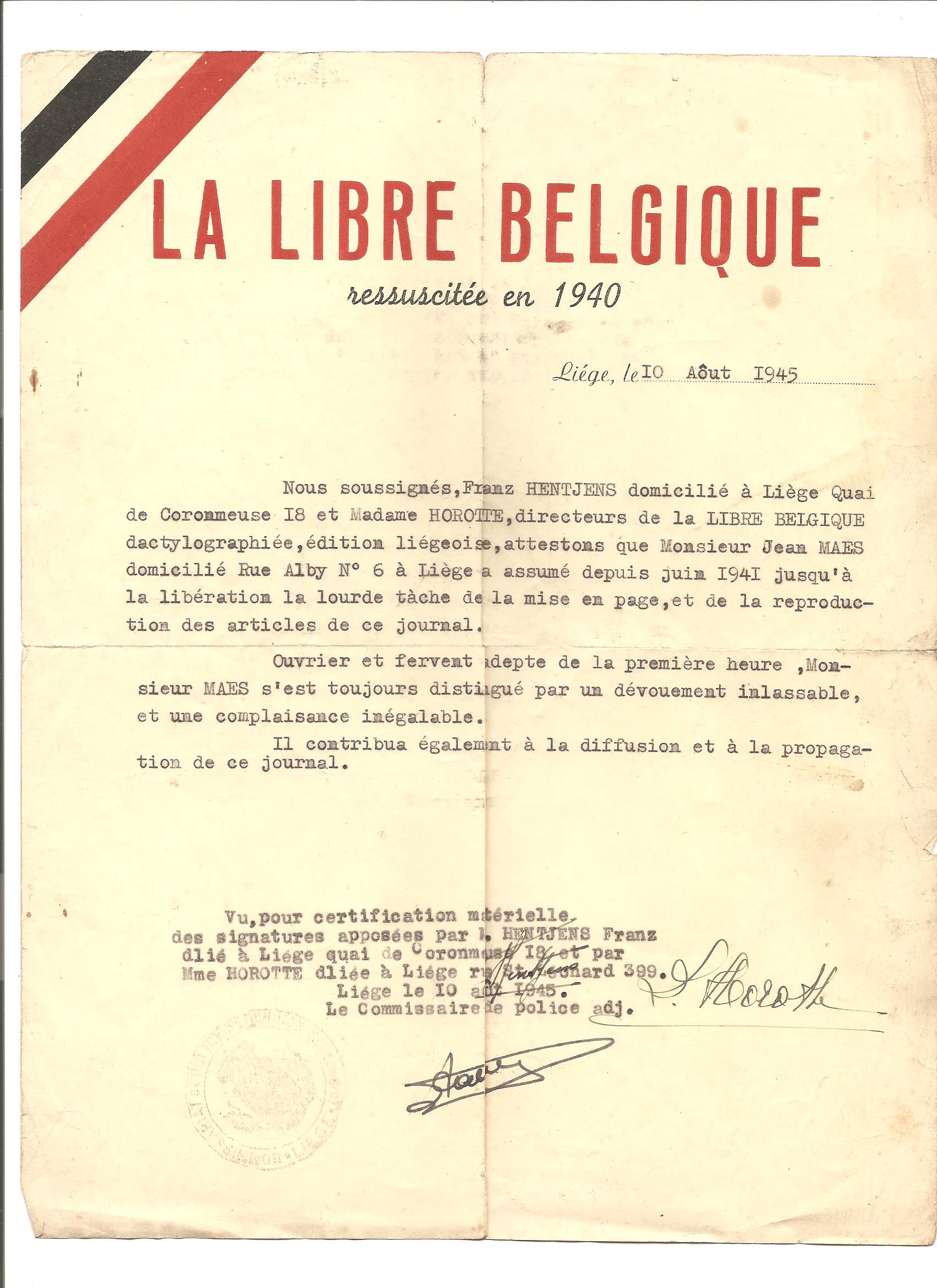
Attestation de la Libre Belgique pour les services rendus à Mr Maes Jean ainsi que son épouse Riga Julienne pour la mise en page et la reproduction du journal " La Libre Belgique : édition spécial pour le Pays de Liège " depuis juin 1941 jusqu'à la cloture du journal

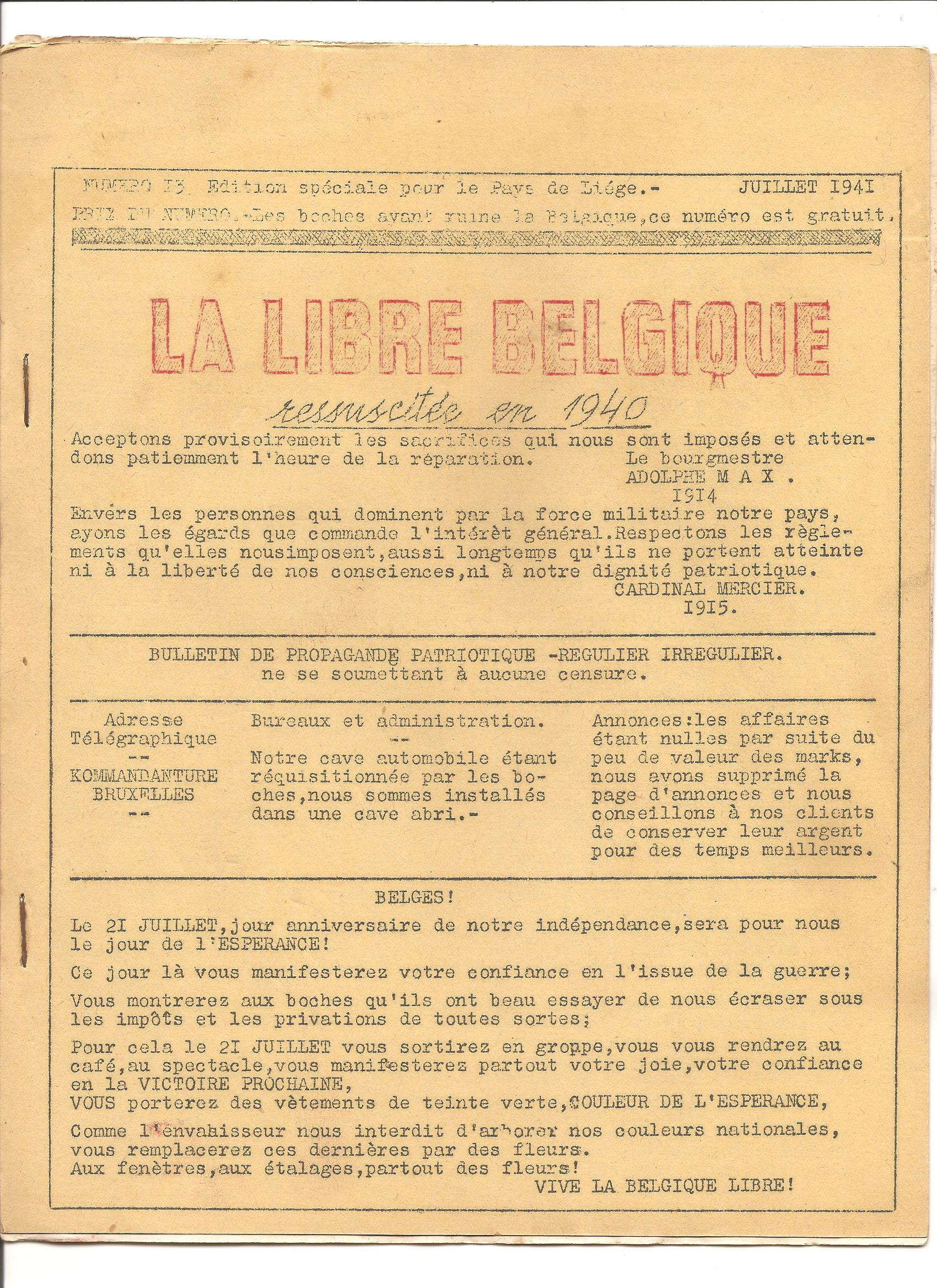
Matrice du 1er exemplaire de la "Libre Belgique, édition spécial pour le Pays de Liège en continuité des numéro précédent de la Libre Belgique

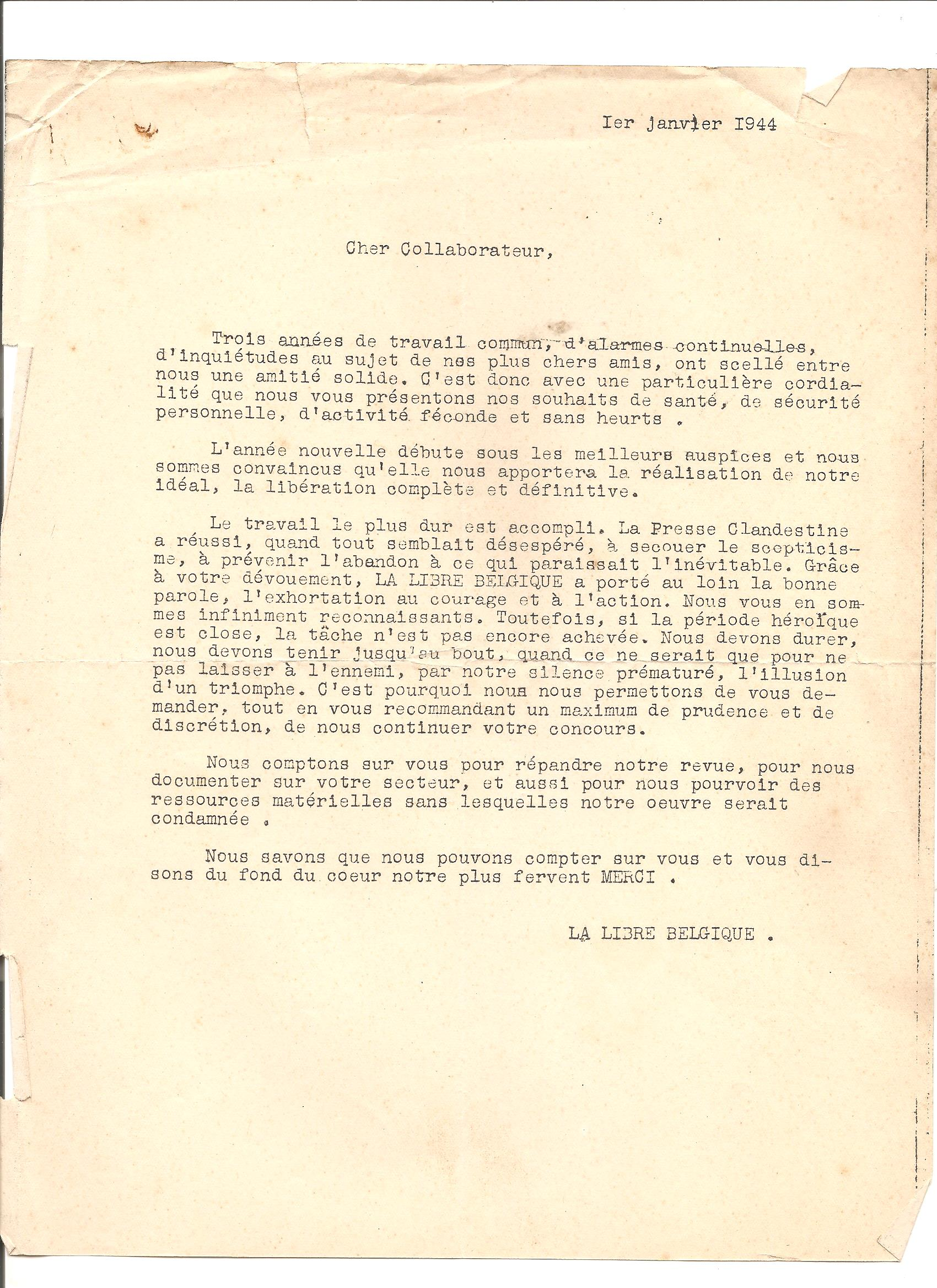
Lettre destinée aux Collaborateurs de la Libre Belgique du 1er janvier 1944

La libre Belgique clandestine est un journal catholique et conservateur clandestin publié durant la Seconde Guerre mondiale.
Été 1940, après 25 années de sommeil, La Libre Belgique clandestine renaît sous l'action de deux avocats bruxellois Robert Logelain et Paul Struye. 85 numéros paraîtront sous l'occupation avec une régularité sans faille à partir du neuvième numéro d'avril 1941. Le journal bimensuel, comportant, selon les éditions, de 4 à 8 pages, paraîtra jusqu'en septembre 1944 où il cédera la place à son homonyme officiel qui reparaîtra pour la première fois le 6 septembre 1944. Le tirage du journal clandestin était de 10 000 à 30 000 exemplaires. Il fut tout d'abord imprimé à Bruxelles, puis en province de Namur et enfin de Liège. Une dizaine d'imprimeurs se sont ainsi succédé pour assurer la parution.
La Libre Belgique clandestine bénéficiait d'un réseau de rédacteurs, de distributeurs comportant plusieurs centaines de personnes. Proche des réseaux de renseignements, dont le Service de renseignement Zéro, le journal disposait d'un volume important d'information et offrait une analyse nuancée aux lecteurs. Le journal était catholique et conservateur, monarchiste et opposé au communisme.

## Historique

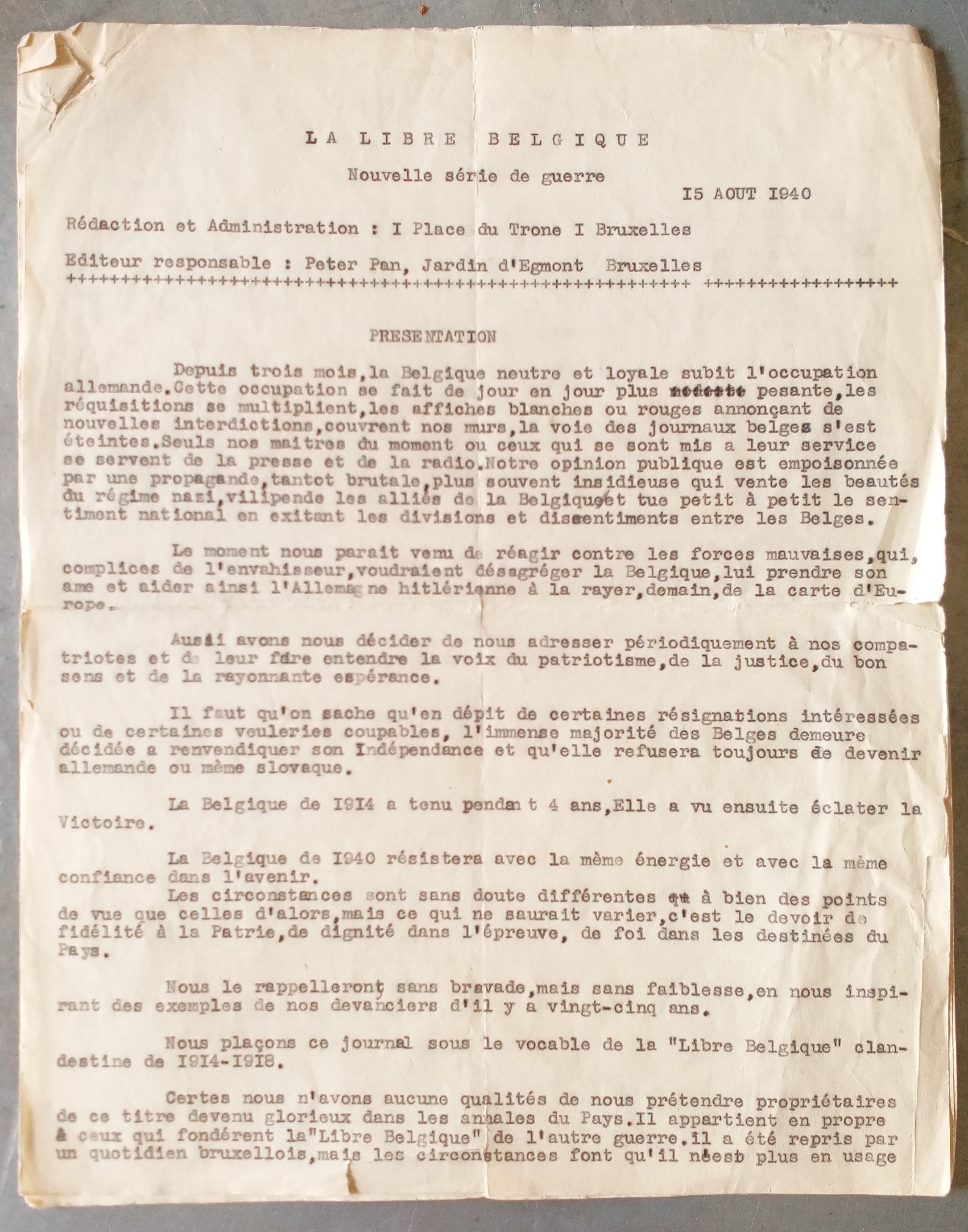
Exemplaire original de "La Libre Belgique" clandestine. Premier numéro du 15 août 1940.

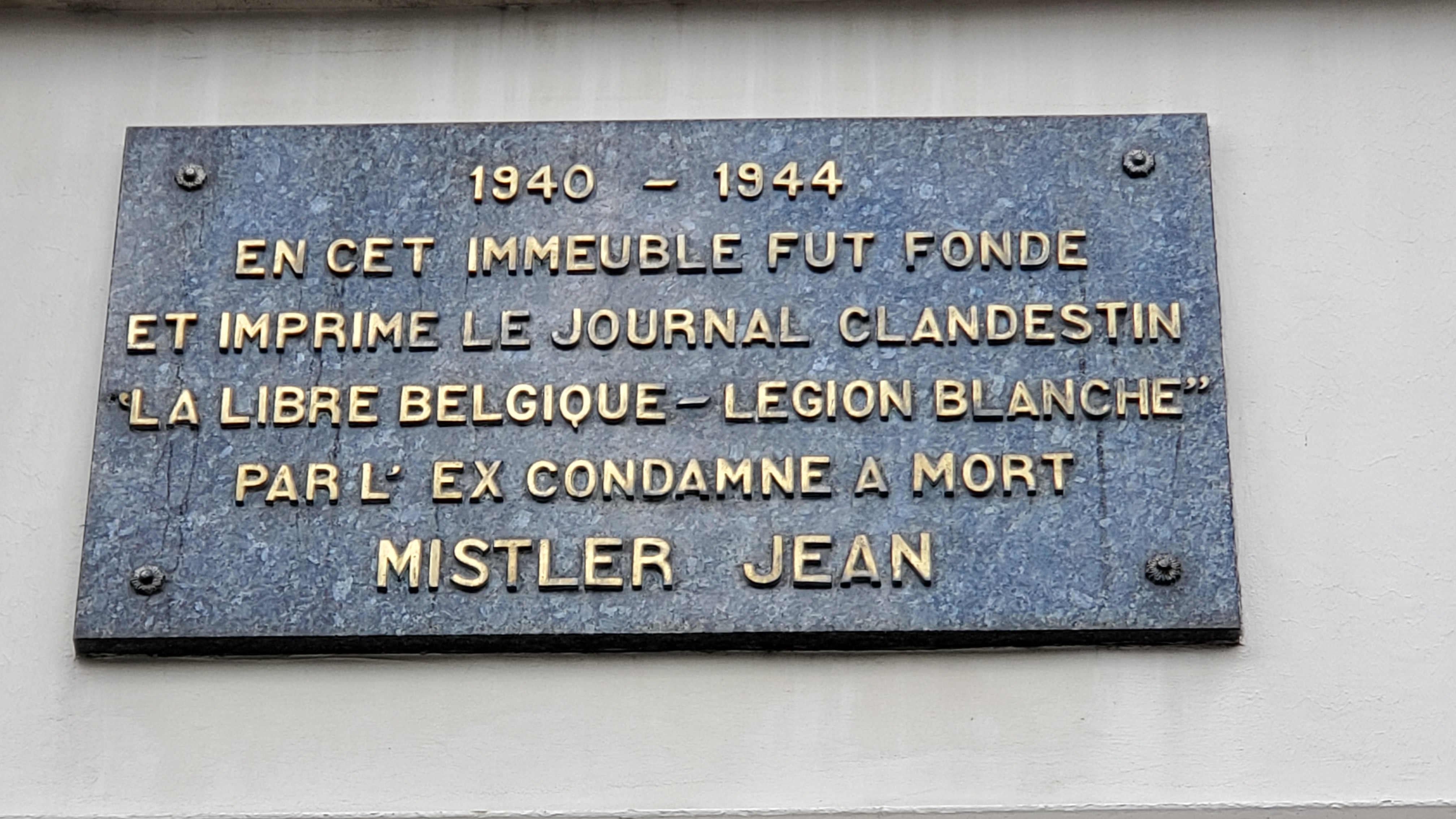
Plaque 82 rue Thomas Vinçotte à Schaerbeek.

Été 1940, fondation du journal par Robert Logelain et Paul Struye. Ils sont rapidement rejoints par le docteur Michel Goffart et Marie-Louise Hénin. D'autres tentatives avaient vu le jour comme La Libre Belgique ressuscitée mais ne purent se maintenir dans le temps. La Libre Belgique clandestine dite Peter-Pan en raison de son éditeur responsable identifié comme tel connut, quant à elle, un succès retentissant. Fernand Kerkhofs en assure la direction à partir d'avril 1941. Le premier tirage sera ainsi réalisé sur les rotatives de la Brufina, au siège de la Banque de Bruxelles. Le 29 septembre 1941, la tête du journal est décimée lors de l'arrestation de Robert Logelain, du docteur Goffart et de Marie-Louise Hénin. À la fin de l'été 1941, Fernand Kerkhofs charge William Ugeux, directeur du Service de renseignement Zéro de prendre en charge l'édition du journal. À partir de cette époque, Louise de Landsheere (Loulou), adjointe de William Ugeux, jouera un rôle déterminant dans l'édition du journal. En février 1942, William Ugeux passe le témoin et confie la direction du journal à Mathieu De Jonge. Le 5 mai 1942, tandis que Louise de Landsheere se rend chez l'imprimeur de la Libre Belgique clandestine, Lielens, elle est arrêtée par la gestapo en possession du numéro, richement illustré, qui devait célébrer le second anniversaire de l'invasion allemande. Interrogée Avenue Louise puis incarcérée à la prison de Saint-Gilles, elle sera jugée par un tribunal militaire allemand dans le cadre du procès de l'Affaire de la Libre Belgique et condamnée à sept années de travaux forcés. Déportée, elle survivra néanmoins. En mars 1943, Mathieu De Jonge part pour Paris relayer William Ugeux à la coordination du Poste de Courrier Belge. Mathieu de Jonge sera arrêté et mourut gazé à Mauthausen en juillet 1944. Les principaux rédacteurs sont alors les avocats bruxellois Michel de Brabandère et André Rostenne. Ils assurèrent conjointement la direction de mars à mai 1943. Ce dernier sera appelé à remplacer De Jonge, arrêté, à Paris. Michel de Brabandère assurera seul la direction du journal jusqu'à la libération, assisté de sa femme Marie-José Giele (Majo) et de Fernande Giele. 176 personnes payèrent de leur vie leur participation à ce monument de la résistance dont Mathieu De Jonge et Marie-Louise Hénin.
La Libre clandestine deviendra même éditrice à son tour et publiera les «Lettres du conseiller Eudoxe» de Paul Struye.

## Extraits de l’ordonnance du 28 avril 1943
« relative à la protection de la paix intérieure et de l'autorité occupante »
- §1 Application du droit pénal allemand

Le droit pénal allemand sera appliqué chaque fois qu’un acte porté devant un tribunal allemand sera punissable selon le droit allemand.
- §2 Aggravation généralisée des peines

Les actes culpeux, destinés ou de nature à compromettre la sécurité du Reich ou des autorités occupantes ou la paix dans les territoires occupés, pourront, dans les cas particulièrement graves, être punis de la PEINE DE MORT, même si d’autres peines sont prévues dans d’autres lois ou ordonnances pour la répression des dits actes.
- §14 Littérature et tracts anti-allemands

{1} Quiconque possèdera, transmettra à des tiers ou propagera de toute autre façon des tracts provenant de source ennemie, du matériel de propagande anti-allemand ou ayant pour but de saper l’ordre public, sera puni de TRAVAUX FORCES ou d’emprisonnement.
{2} Ne sera pas puni quiconque remettra sans désemparer à la Kommandantur allemande la plus proche, éventuellement par l’intermédiaire des autorités communales, de tels tracts ou semblable matériel de propagande, dès qu’il sera entré en possession des dits objets.
{3} Quiconque fabriquera du matériel de propagande visé à l’alinéa 1 ci-dessus ou  prêtera une aide quelconque à la fabrication de celui-ci, sera puni de MORT ou de travaux forcés. Dans les cas de moindre gravité, une peine d’emprisonnement pourra être prononcée.
{4} Quiconque prêtera, vendra ou fera parvenir d’une façon quelconque à un tiers des imprimés, des livres ou des reproductions anti-allemands sera puni de TRAVAUX FORCES ou d’un emprisonnement et d’une amende ou d’une de ces peines seulement.
- §15 Journaux et périodiques, écrits ayant un contenu politique ou militaire

{1} Quiconque publiera, imprimera ou éditera des journaux ou périodiques sans qu’il ait, pour ce faire, l’autorisation requise du Commandant Militaire, sera condamné d’emprisonnement et d’une amende ou d’une de ces peines seulement.
{2} Quiconque publiera, imprimera ou éditera des livres ou des imprimés ayant, dans leur ensemble ou en partie, un contenu politique ou militaire, avant d’y avoir été autorisé expressément par le Commandant Militaire ou quiconque aura pris l’initiative de la réimpression ou de la reproduction partielle de tels livres ou les aura exécutées, sera condamné d’emprisonnement et d’une amende ou d’une de ces peines seulement. Seront, dans tous les cas, considérés comme ayant un contenu politique, les livres traitant de questions raciques, juives ou maçonniques.
{3} Conjointement aux peines prévues aux alinéas 1 et 2, la confiscation des imprimés devra être prononcée. Celles des machines d’imprimerie  ainsi que des stocks de l’entreprise où les imprimés auront été tirés en tout ou en partie, pourra être prononcée.
- § 20 Propagation de propos mensongers

{1} Quiconque, au sujet de situations ou de faits relatifs aux territoires occupés, formulera ou propagera des propos dont la véracité ne pourra être prouvée et qui pourrait nuire au prestige de l’autorité occupante ou du Reich allemand ou qui pourrait occasionner des troubles dans les territoires occupés, sera, même s’il déclare expressément que le propos n’est pas confirmé ou ne constitue qu’une rumeur, puni de TRAVAUX FORCES ou d’emprisonnement et d’une amende ou d’une de ces peines seulement.
{2} Quiconque insérera dans des journaux ou périodiques des publications qui ont été interdites par l’autorité occupante, sera puni de TRAVAUX FORCES ou d’emprisonnement et d’une amende ou d’une de ces peines seulement.

## Liste des membres

### Logistique
- Michel de Brabandère
- Mathieu De Jonge
- Louise de Landsheere
- Fernande Giele
- Marie-José Giele épouse de Michel de Brabandère
- Michel Goffart
- Rosa Hardouin
- Micheline Heilporn
- Marie-Louise Hénin
- Fernand Kerkhofs
- Georges Koekelbergh
- Robert Logelain, fondateur
- Geneviève Pevtchin
- André Rostenne
- Paul Struye, fondateur
- William Ugeux
- Hortense Clews, courier

- Maes Jean ;mise en page Libre Belgique Numéro spécial pour le Pays de Liège
- Riga Julienne , épouse Mr Maes Jean

### Imprimeurs

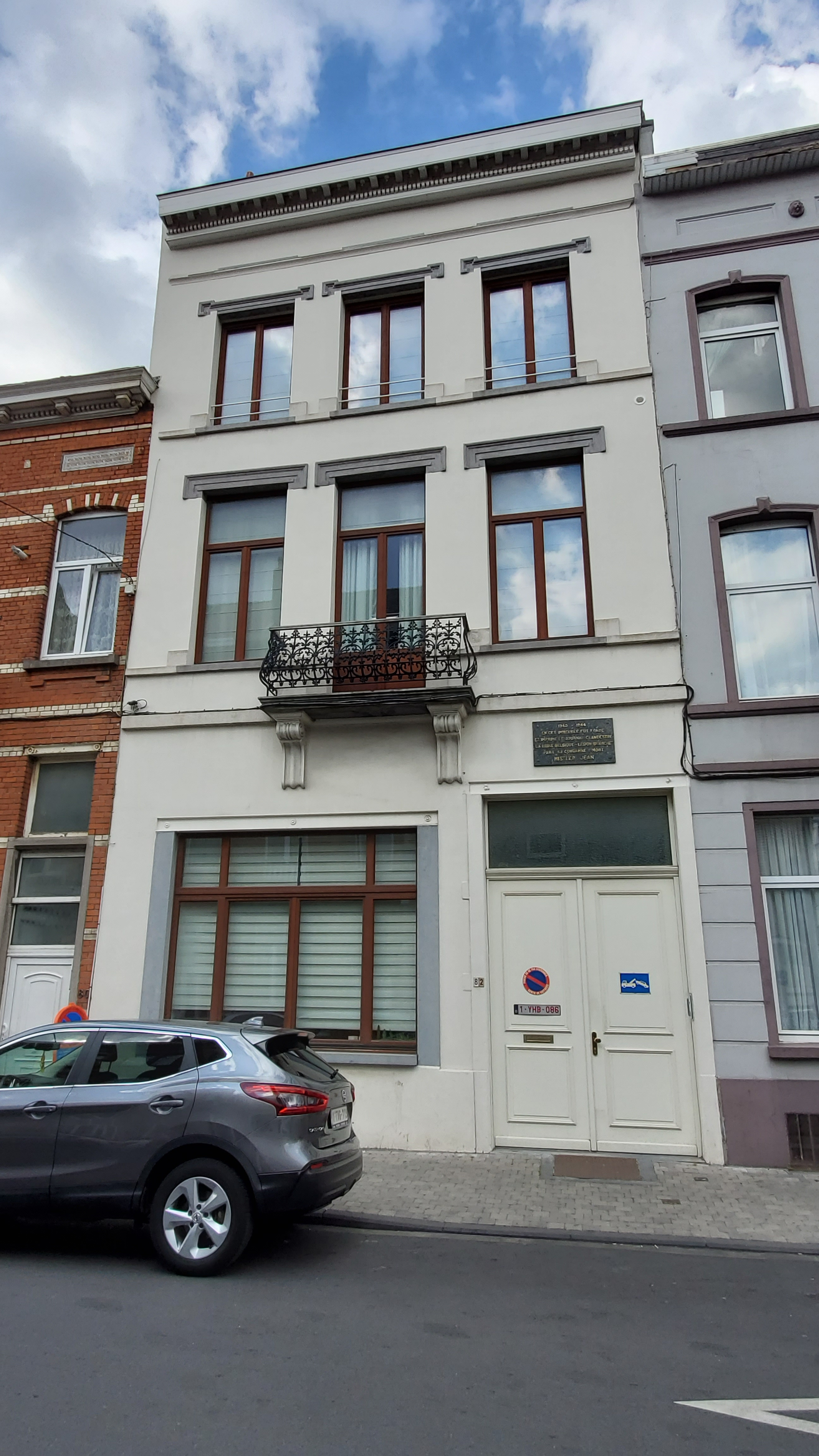
la maison 82 rue Thomas Vinçotte à Schaerbeek, Bruxelles, en 2022.

- M. Lechanteur, sur les presses de la Banque de Bruxelles (pour le premier numéro imprimé (no 9)[2]).
- impr. Lielens - Robert et Léon Lielens (Bruxelles), de l'été 1941 à mai 1942
- impr. Sérès, mort à Flossenburg
- Edmond de Cock et Gustave Van Boxtael, exécutés à Munich
- impr. Charlier - Albert et Marguerite Charlier (Jambes), de l'été 1942 à mars 1943
- impr. Albert Walhin à Liège de mars à septembre 1944

### Rédacteurs
- Georges de Gueldre, exécuté en Allemagne.
- François De Kinder, fusillé à Tavannes.
- Victor Deleu, exécuté en Allemagne.
- Marcel Devienne, exécuté en Allemagne.
- Jean Dhenin, exécuté en Allemagne.
- Walter Ganshof van der Meersch
- le major Paul Lescornez, arrêté le 24 septembre 1941, fusillé le 8 août 1943.
- le juge Paulsen, tombé victime de tueurs à la solde de l'ennemi[2].
- Paul Struye, Scipion l'africain.

### Seconde Guerre mondiale
- Louise de Landsheere, Les mémoires de Louise de Landsheere - De la résistance à la marche de la mort, Éditions J. M. Collet, juin 1989.
- Étienne Verhoeyen, La Belgique occupée. De l’an 40 à la Libération, Bruxelles, De Boeck Université, 1994, p. 385-394.
- Le livre d'or de la Résistance belge, publié par le Ministère de la Défense nationale, Les éditions Leclercq, Bruxelles (sans date : 1948), p. 30,39 et sq..

## Liens
- Fabrice Maerten, « La Libre Belgique », sur The Belgian War Press, CEGESOMA
- « Numéros du journal consultables », sur The Belgian War Press, CEGESOMA